# 宇治市立菟道小学校
宇治市立菟道小学校（うじしりつ とどうしょうがっこう）は、京都府宇治市宇治塔川にある公立小学校。

## 概要
宇治市有数の歴史を誇る小学校で、校区には世界遺産の平等院や宇治上神社をはじめとする観光名所もある。

## 沿革
- 1872年8月 - 創立
- 1878年8月 - 菟道校と命名
- 1882年 - 高等科を設置
- 1883年 - 白川に分教室を設置
- 1886年 - 宇治尋常小学校へ改称
- 1887年 - 久世郡第二高等小学校を併置
- 1889年 - 併設高等小学校を廃止
- 1893年 - 菟道尋常小学校へ改称
- 1901年 - 高等科（2年）を併置。菟道尋常高等小学校へ改称
- 1903年 - 塔の川に新築移転
- 1904年 - 高等科（4年）を併置
- 1911年 - 1棟増築
- 1920年 - 1棟2階建てに改築。実業補習学校を設置
- 1921年 - 講堂兼雨天体操場を設置
- 1926年 - 青年訓練所を設置
- 1927年 - 校舎を増築
- 1934年 - 1棟2階建てに改築。室戸台風で講堂が倒壊
- 1941年4月 - 国民学校令により、菟道国民学校へ改称
- 1947年4月 - 学制改革により、宇治町立菟道小学校へ改称
- 1951年3月 - 宇治市の誕生に伴い宇治市立菟道小学校へ改称
- 1953年4月 - 宇治市立菟道第二小学校を分離
- 1966年 - 現在地に新築移転
- 1968年 - プール竣工
- 1971年4月 - 宇治市立南部小学校を分離
- 1975年4月 - 宇治市立三室戸小学校を分離

## 主な進学先
- 宇治市立宇治中学校

## 校区内の名所
- 平等院（世界遺産）
- 宇治上神社（世界遺産）

## 交通アクセス
- 奈良線 宇治駅下車
- 京阪宇治線 宇治駅下車

## 著名な出身者
- 清水圭（元お笑い芸人）

- 川島明（お笑い芸人、麒麟）

## 校区が隣接している学校
- 宇治市立大開小学校
- 宇治市立菟道第二小学校
- 宇治市立槇島小学校
- 宇治市立南部小学校
- 宇治市立三室戸小学校
- 宇治田原町立田原小学校
- 城陽市立寺田南小学校